# Aaron Moten
Aaron Clifton Moten (Austin, 28 febbraio 1989) è un attore statunitense.
Formatosi presso la Juilliard School, ha iniziando prendendo parte in molti cortometraggi per poi dedicarsi alle serie televisive. Al cinema invece ha preso parte in alcuni film, tra cui Dove eravamo rimasti. È anche molto attivo in teatro.

## Filmografia

### Cinema
- Dove eravamo rimasti (Ricki and the Flash), regia di Jonathan Demme (2015)
- The Transfiguration, regia di Michael O'Shea (2016)
- Ironwood, regia di Shahin Izadi (2017)
- Father Stu, regia di Rosalind Ross (2022)
- Emancipation - Oltre la libertà (Emancipation), regia di Antoine Fuqua (2022)

### Televisione
- NCIS - Unità anticrimine (NCIS) – serie TV, episodio 11x19 (2014)
- The Mysteries of Laura – serie TV, episodio 1x17 (2015)
- Mozart in the Jungle – serie TV, 6 episodi (2015-2016)
- The Night Of - Cos'è successo quella notte? (The Night Of), regia di Steven Zaillian e James Marsh – miniserie TV, 4 puntate (2016)
- Disjointed – serie TV, 20 episodi (2017-2018)
- Native Son, regia di Rashid Johnson – film TV (2019)
- Next – serie TV, 10 episodi (2020)
- Fallout – serie TV (2024)

## Doppiatori italiani
Nelle versioni in italiano delle opere in cui ha recitato, Aaron Moten è stato doppiato da:
- Nanni Baldini in Dove eravamo rimasti
- Federico Campaiola in Disjointed
- Alex Polidori in Next
- Emanuele Ruzza in Father Stu
- Jacopo Venturiero in Fallout